# Airbus Helicopters H145M
Der Airbus Helicopters H145M (ursprünglich Eurocopter EC 645) ist ein Hubschrauber des europäischen Herstellers Airbus Helicopters (früher Eurocopter). Es handelt sich um die militärische Version des Airbus Helicopters H145.

## Geschichte
Der Militärhubschrauber wurde aus dem Eurocopter EC 145 (amtlich BK 117 C-2) heraus entwickelt und zunächst als EC 645 bezeichnet (siehe auch die Bezeichnungssystematik von Eurocopter). Die militärische Version war gegenüber dem zivilen Modell nur wenig verändert und musste daher nicht komplett neu zugelassen werden. Da der EC 645 auch nach zivilen Vorschriften gewartet und instand gehalten werden kann, verringern sich der Aufwand und die Kosten der Wartung. Dies war auch ein Grund, warum sich EADS/Eurocopter an der Ausschreibung für einen leichten Mehrzweckhubschrauber der United States Army (englisch Light Utility Helicopter – LUH) bewarb. Daraus entwickelte sich die Bezeichnung UH-145.
EADS bereitete den Hubschrauber als Armed Scout 645 – später als Armed Aerial Scout 72X (AAS72X) bezeichnet – im Jahr 2009 für den Wettbewerb um den nächsten leichten bewaffneten Aufklärungshubschrauber (englisch Armed Reconnaissance Helicopter – ARH) der US-Streitkräfte vor. Der Hubschrauber erhielt seitliche Waffenträger und der Systempartner Lockheed Martin bietet das nachtsichtfähige Zielortungs- und Kennzeichnungssystem M-TADS/PVNS mit Video- und Kommunikationssystem VUIT-2 als auch AGM-114-Hellfire-Raketen zur Integration an. Außerdem können Revolverkanonen angebracht werden. Der Armed Scout 645 erhielt unter der „Hubschraubernase“ ein optisches FLIR-Sichtsystem. Nachteinsätze können ebenso geflogen werden, da der EC 145/BK 117 C-2 auch für Einsatz mit Nachtsichtgeräten zugelassen ist.
Am 11. Juli 2013 unterzeichneten das Bundesministerium der Verteidigung (BMVg) und Eurocopter einen Vertrag über die Beschaffung von 15 leichten Hubschraubern des Typs EC 645 T2 für das Kommando Spezialkräfte (KSK). Am 8. Mai 2015 wurde der mittlerweile unter der Bezeichnung H145M geführte Hubschrauber durch die Europäische Agentur für Flugsicherheit (EASA) zugelassen. Nach umfangreichen Boden- und Flugtests beim Hersteller Airbus Helicopters in Donauwörth sowie bei der Wehrtechnischen Dienststelle 61 (WTD 61) in Manching, bei denen u. a. die Notwasserungsanlage, die Rettungswinde, die Abseilvorrichtungen, das Kamerasystem sowie die elektronische Selbstschutzanlage geprüft wurden, folgte die militärische Musterzulassung durch das Luftfahrtamt der Bundeswehr (LufABw) am 29. Oktober 2015. Am 8. Dezember 2015 fand die Übergabe der ersten beiden Maschinen von Airbus Helicopters an das Hubschraubergeschwader 64 (HSG 64) in Laupheim statt. Der Beschaffungsvertrag zwischen BMVg und Airbus Helicopters sieht vor, dass das Firmenpersonal nach Sicherstellung des Erstbetriebes schrittweise durch das luftfahrzeugtechnische Personal des HSG 64 ersetzt wird.
Das Gesamtvolumen der Beschaffung belief sich auf 194 Millionen Euro und stellte neben den Hubschraubern auch die entsprechende Ausrüstung für die Anforderungen des KSK bereit. Bis Juni 2017 wurden die restlichen der insgesamt 15 Maschinen in Dienst gestellt.
Im Jahr 2020 erhielt Airbus Helicopters die Zulassung für einen weiteren Entwicklungsschritt des Hubschraubers, wobei für die militärische Variante eine vom zivilen Typ abweichende Zulassung verwendet wird. Sie trägt die amtliche Bezeichnung BK 117 D-3m, wird aber weiterhin als H145M vermarktet. Einer der größten Unterschiede zum Vorgänger ist die Verwendung eines lagerlosen Fünfblatt-Hauptrotors statt eines mit vier Blättern. Die mögliche Zuladung wurde um 150 kg gesteigert. Außerdem wurde die Luftverladbarkeit des Hubschraubers in Transportflugzeugen wie dem Airbus A400M weiter verbessert.
Im August 2021 wurden zwei H145M des Kommandos Spezialkräfte mit einem Airbus A400M zum Flugplatz Kabul verlegt. Diese Hubschrauber sollten der Evakuierung von Ausreiseberechtigten aus dem Stadtgebiet von Kabul zum Flughafen dienen, da es nach dem Vormarsch der Taliban in Afghanistan 2021 und der Besetzung von Kabul kaum möglich war, aus der Stadt zum Flugplatz zu gelangen.
Im Mai 2023 hat sich die Bundeswehr entschieden, den Eurocopter Tiger nicht mehr weiter zu modernisieren, sondern die Tiger durch weitere H145M für die Heeresfliegertruppen zu ersetzen. Die endgültige Entscheidung für den H145M fiel im Dezember 2023, insgesamt wurden 62 H145M fest bei Airbus bestellt; die Auslieferung des ersten Exemplars fand im November 2024 statt, die restlichen 61 sollen bis Ende 2028 folgen.

## Varianten

### UH-145 / UH-72

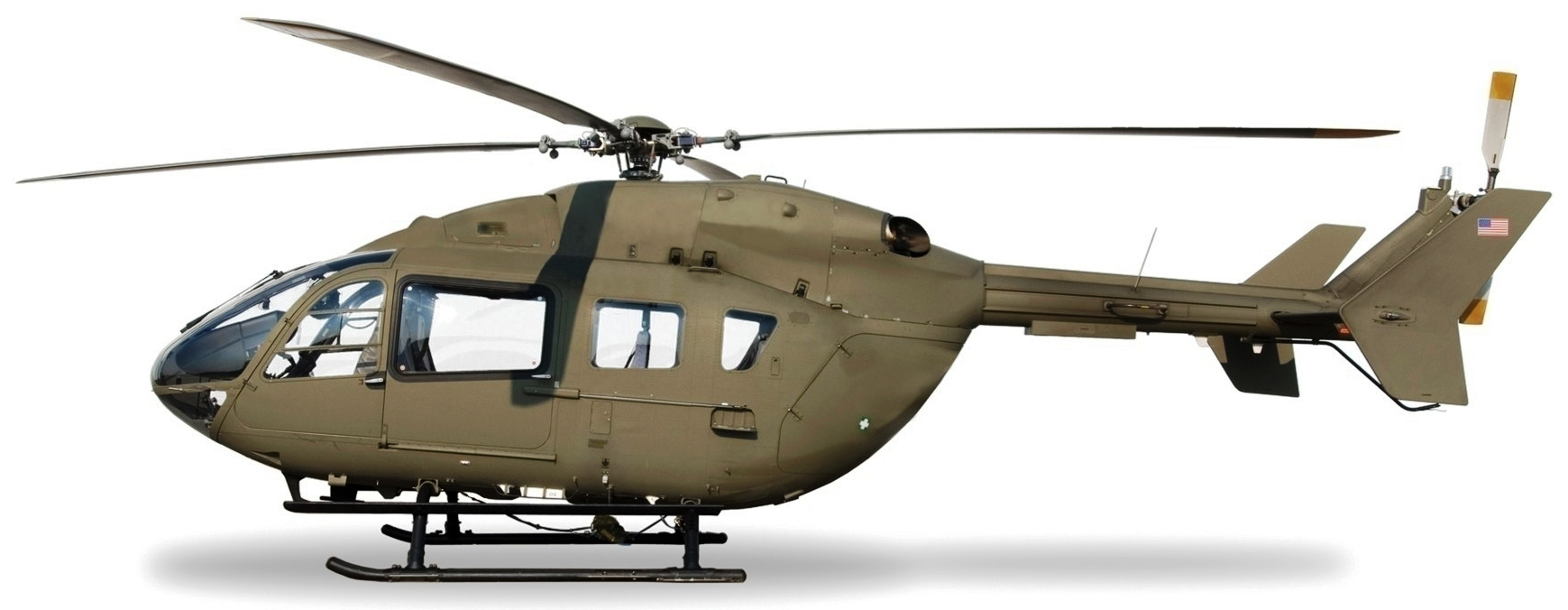
UH-72A Lakota der United States Army

Der europäische Verteidigungs- und Rüstungshersteller EADS rüstet die Streitkräfte der Vereinigten Staaten mit dem EC 145 aus, welcher die Bezeichnung UH-145 erhalten hat. Im Jahr 2006 hat der UH-145 die Ausschreibung der United States Army für einen neuen leichten Mehrzweckhubschrauber gewonnen, der den UH-1H Huey (Bell 205) ablösen sollte. Die EADS-Tochtergesellschaft Eurocopter richtete daraufhin in ihrem amerikanischen Werk in Columbus, Mississippi, eine neue Fertigungs- und Montagelinie für die UH-72A Lakota (offizielle Bezeichnung der US-Army) ein. Der UH-72 wird vornehmlich für Luftrettungs- und Katastropheneinsätze sowie für andere hoheitliche Aufgaben unter anderem bei den fliegenden Verbänden der US-Nationalgarde und des US-Heeres eingesetzt. Anfänglich wurden 322 Exemplare bestellt, die unter der Führung von American Eurocopter in Zusammenarbeit mit Sikorsky gebaut werden. Die ersten drei Maschinen des Programms wurden in Deutschland hergestellt und in den Vereinigten Staaten montiert, bis die Produktionslinie im August 2007 voll ausgebaut war.
Als H-72A werden fünf für die United States Navy bestimmte Trainingshubschrauber dieses Typs bezeichnet. Sie werden auf der United States Naval Test Pilot School auf der Patuxent River Naval Air Station Maryland stationiert und sollen für die Ausbildung von Testpiloten eingesetzt werden. Der erste Hubschrauber wurde am 12. November 2009 ausgeliefert.

### H145M

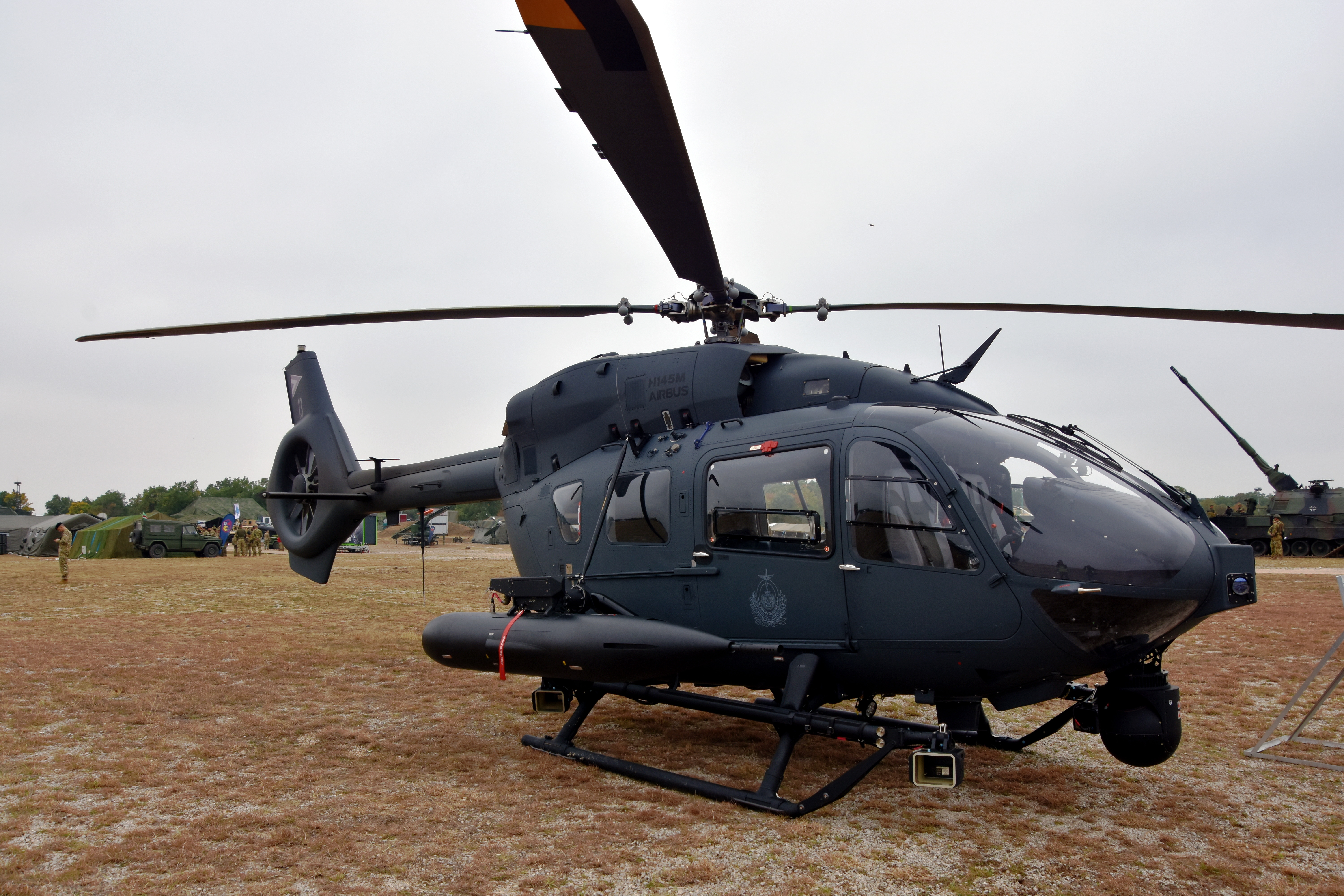
H145M

Der Mehrzweckhubschrauber wird in erster Linie eingesetzt, um Spezialkräfte an ihren Einsatzort zu bringen. Der H145M (ehemals EC645 T2 LUH) verfügt über einen Ausleger mit Fenestron-Heckrotor, ein digitales Cockpit mit voller Nachtsichttauglichkeit und einen Autopiloten. Im Manöver profitieren die Spezialkräfte von einer geräumigen Kabine mit zwei großen seitlichen Schiebetüren sowie einer Hecktür. Neben den beiden Piloten finden bis zu neun weitere Personen in der Zelle Platz, darunter ein Tactical Operator, der für die Bedienung der militärischen Zusatzausstattung und der Bewaffnung zuständig ist. Zum Ausrüstungspaket gehören auch Abseilvorrichtungen und Außenlasthaken. Die weitere Ausrüstung umfasst Bordbewaffnung und ein elektro-optisches System zur Aufklärung. Ein Selbstschutzsystem sowie Panzerungen dienen dem zusätzlichen Schutz der Besatzung. Die Maschine kann in einem Airbus A400M strategisch verlegt und unmittelbar nach der Entladung aus dem Transportflugzeug benutzt werden. Erprobungen hierzu fanden im September 2015 an einem sogenannten Cargo Hold Trainer beim Lufttransportgeschwader 62 in Wunstorf statt. Die Bundeswehr schaffte bis Juni 2017 15 Exemplare an.

### LUH SAR

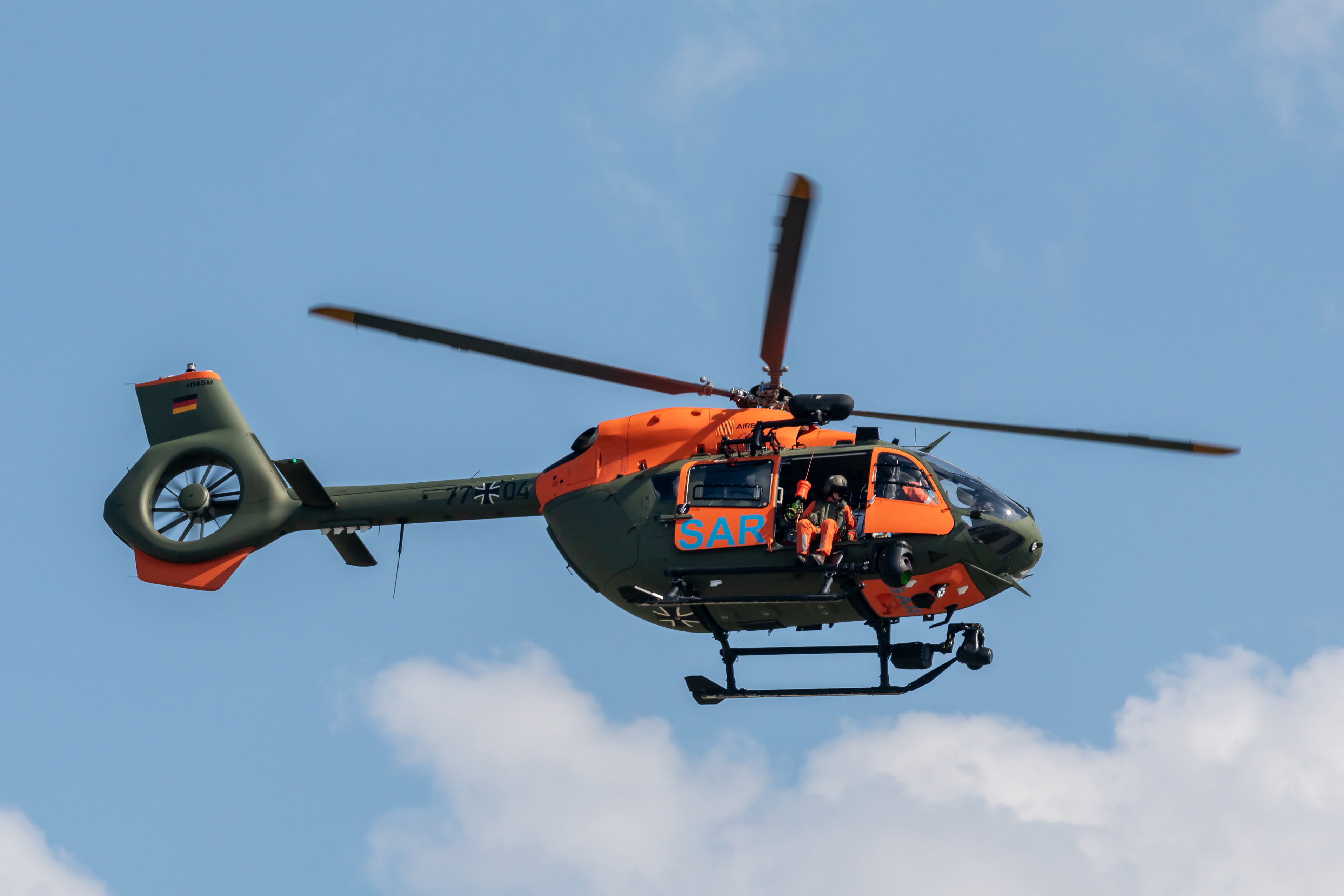
H145 LUH SAR mit Winde

Als Ersatz für die in die Jahre gekommene Bell UH-1D wurden bis März 2021 insgesamt sieben Maschinen des auf der zivilen Version H145-D2 basierenden Helikopters beim SAR-Dienst für Luftfahrzeuge in Deutschland (der Bundeswehr) in Dienst gestellt. Die Variante wird als Leichter Unterstützungshelikopter Search and Rescue (LUH SAR) bezeichnet und von der 7. Staffel Transporthubschrauberregiment 30 der Heeresflieger in Niederstetten betrieben. Die Version ist vorrangig für den Einsatz zur Wahrnehmung von Aufgaben des nationalen zivilen SAR-Dienstes im Auftrag des Bundesverkehrsministeriums an drei Standorten (SAR Land) ausgerüstet. Sie verfügt für die medizinische Versorgung über einen Rüstsatz der Firma Air Ambulance Technology, der als Schnellwechselsatz ausgelegt ist. Hinzu kommen eine umfangreiche Such- und Ortungssensorik sowie eine Außenwinde. Die Hubschrauber können subsidiär im Rahmen der Dringenden Eilhilfe von zivilen Stellen zur Unterstützung, z. B. im Rettungsdienst, angefordert werden.

## Nutzer
Diese Übersicht enthält neben der H145M auch die bei Streitkräften in Dienst stehenden unbewaffneten H145 sowie H145M im Dienst sonstiger staatlicher Sicherheitsorganen.
 Albanien
Luftstreitkräfte: 2 H145
 Belgien
Luftstreitkräfte: 18, 3 H145, 15 H145M (Bestellung 2024)
Föderale Polizei: 2 H145M (Bestellung 2024)
 Bolivien
Luftwaffe: 2 H145
 Brunei
Royal Brunei Air Force: 6 H145M (Bestellung 2024)
 Deutschland
Luftwaffe: 20 H145M, 15 LUH SOF, 5 LKH SOF (letztere 2023 bestellt)
Heer: 64 H145M, 7 LUH SAR, 57 LKH (letztere in Auslieferung seit 2024)
 Ecuador
Luftwaffe: 6 H145 „Cobra“
 Frankreich
Gendarmerie nationale: 15 EC145 (6 H145 bestellt, weitere 22 Option; ersetzen bzw. ergänzen die EC145)
 Honduras
Fuerza Aérea Hondureña: 4 H145M
 Irland
Irish Air Corps: 4 H145M (Bestellung 2024)
 Indonesien
Indonesische Luftstreitkräfte: 4 H145 (Bestellung 2024)
 Kasachstan
Luftwaffe: 1 H145
 Litauen
Grenzschutz Litauens: 3 H145M (Betrieb durch den Grenzschutz, auch für militärische Aufgaben eingesetzt)
 Luxemburg
Police grand-ducale: 2 H145M (Betrieb durch die Polizei, auch für militärische Aufgaben eingesetzt)
 Oman
Royal Oman Police: 3 H145M
 Serbien
Luftwaffe: 14 H145M (zunächst 5, später 9 weitere bestellt)
Ministerium für Innere Angelegenheiten: 4 H145M
 Spanien
Ejército de Tierra: Die FAMET planen ab 2027 mit der H145M
 Thailand
Heer: 12 H145, 6 H145 VIP, 6 UH-72A „Lakota“
Marine: 5 H145M
 Ungarn
Luftwaffe: 20 H145M (Verlust einer Maschine durch Absturz im Juni 2023)
 Vereinigtes Königreich
Luftwaffe: 10 H145, 7 „Jupiter HT1“, 3 „Jupiter HC2“ (2024 bestellt für RAF und British Army)
Heer: 3 H145 „Jupiter HC2“ (Zulauf ab 2025)
 Vereinigte Staaten
Heer: 480 UH-72 „Lakota“ (463 UH-72A und 17 UH-72B)
Marine: 5 UH-72 „Lakota“ (H-72A)
 Zypern
Zyprische Nationalgarde: 6 H145M (6 bestellt, weitere 6 Option)

## Technische Daten
|                | Kenngröße             | EC 645                                                                                       |
| -------------- | --------------------- | -------------------------------------------------------------------------------------------- |
| Triebwerke     | Triebwerke            | 2 × Turboméca Arriel 2E mit je 575 kW (771 PS) inkl. volldigitaler FADEC-Triebwerkssteuerung |
| Flugleistungen | Höchstgeschwindigkeit | 268 km/h*                                                                                    |
| Flugleistungen | Reisegeschwindigkeit  | 241 km/h*                                                                                    |
| Flugleistungen | max. Reichweite       | 663 km ohne Reserve*                                                                         |
| Flugleistungen | Verbrauch             | 244 kg/h im Reiseflug* 258 kg/h bei max. Leistung*                                           |
| Flugleistungen | Schwebeflug           | 3400 m                                                                                       |
| Flugleistungen | Dienstgipfelhöhe      | 5500 m                                                                                       |
| Flugleistungen | Steigrate             | 8,4 m/s                                                                                      |
| Massen         | max. Startmasse       | 3585 kg                                                                                      |
| Massen         | Leermasse             | 1792 kg                                                                                      |
| Massen         | Nutzlast              | 1793 kg                                                                                      |
| Abmessungen    | Länge über alles      | 13,63 m                                                                                      |
| Abmessungen    | Länge der Zelle       | 11,69 m                                                                                      |
| Abmessungen    | Kufenbreite           | 2,4 m                                                                                        |
| Abmessungen    | Höhe über alles       | 4 m                                                                                          |
| Abmessungen    | Hauptrotordurchmesser | 11,00 m                                                                                      |
| Abmessungen    | Heckrotordurchmesser  | 1,96 m                                                                                       |
| Abmessungen    | Kabine (L × B × H)    | 3,12 × 1,70 × 1,27 m                                                                         |
| sonstige Daten | Schallpegel           | ?                                                                                            |
| sonstige Daten | Passagiere            | bis zu 11 (inkl. Besatzung)                                                                  |
| sonstige Daten | Tankinhalt            | 879 l                                                                                        |

 * bei 3000 kg Startmasse